# André Ruyters
Pour les articles homonymes, voir Ruyters.
André Ruyters, né le 4 mars 1876 à Bruxelles et mort le 8 février 1952 à Paris, est un écrivain belge de langue française, naturalisé français en 1908, romancier, poète et voyageur, dont le nom reste attaché, avec celui d'André Gide et de Jean Schlumberger, à la création de La Nouvelle Revue française.

## Sa vie
André Ruyters est le fils de Victor Ruijters (1848-1899), banquier, et de Josèphe Clémentine Lammers (1849-1920). Il est né 24, rue des Douze-Apôtres, à Bruxelles.
Après des humanités chez les jésuites d’Alost et de Bruxelles, André Ruyters suit en 1894-1895 les cours de philosophie de à la faculté Saint-Louis de Bruxelles.

## Prix et honneurs
Ruyters reçoit la croix de chevalier de la Légion d’honneur le 2 juin 1936.

## Son œuvre
Il avait commencé sa carrière littéraire à Bruges dans la revue d'avant-garde L'Antée et collabora aux autres revues belges L'Art Moderne et Le Thyrse.
Il produisit plusieurs romans pleins de lyrisme évoquant le thème éternel de l'amour et de la volupté où, comme dans une espèce de songe de Polyphile revisité et renouvelé, circulent nymphes et odalisques dans les jardins clos de la sensualité visités également par les fées, les oréades et les sirènes qui enchantent et enchaînent les hommes et font d'eux leurs amants. Qualifié de pornographe et de libertin par les uns ou taxé d'amoralisme par les autres, il était avant tout un poète des sens, écrivant d'une plume lyrique et tendre.
La publication en 1899 de son roman La correspondance du mauvais-riche, basé sur le thème d'un échange épistolaire entre le mauvais-riche des Évangiles et d'autres personnages bibliques, déchaîna contre lui la presse catholique et le journal Durandal traita l'ouvrage de blasphème.
Il reste de lui une importante correspondance avec son ami André Gide avec qui, ainsi qu'avec Jacques Copeau et Jean Schlumberger, il avait fondé en 1908 la Nouvelle Revue française

## Ses écrits
- Œuvres complètes, éditées par Victor Martin-Schmets, V. ed. 5 Volumes, Lyon, 1987-1990.
- Les oiseaux dans la cage, roman, 1896.
- Les escales galantes, roman, 1898.
- Les mains gantées et les pieds nus, (recueil de nouvelles), 1898.
- La correspondance du mauvais-riche, 1899
- Les jardins d'Armide, roman, 1899.
- Les dames au jardin, roman, 1900.
- Le tentateur, roman, 1904.

## Littérature
- Robert Frickx et Raymond Trousson, Lettres françaises de Belgique. Dictionnaire des œuvres, Paris-Gembloux, 1988, tome I, pp. 121, 168-169, 263, 304, 377-378, 482.
- Christophe Duboile, André Gide-André Ruyters, un dialogue littéraire (1895-1907), Paris : L'Harmattan, juillet 2002. Version revue et augmentée parue aux Presses Académiques Francophones, Sarrebruck, juillet 2012, sous le titre : André Gide-André Ruyters: un dialogue littéraire (1895-1907). Contribution à l'histoire de la littérature francophone de Belgique.
- Anne Desprechins, Liévin Bauwens et sa famille, Tablettes des Flandres, Recueil 5, Bruges, 1954